# Blonde (álbum)
Blonde (estilizado como blond) é o segundo álbum de estúdio do cantor e compositor norte-americano Frank Ocean. Foi lançado a 20 de Agosto de 2016 em exclusivo, inicialmente, na loja digital da iTunes e no serviço de streaming Apple Music como um acompanhamento ao álbum visual Endless, lançado no dia anterior sob as mesmas circunstâncias. Primeiramente conhecido como Boys Don't Cry com data de lançamento inicial prevista para Julho de 2015, o projecto sofreu vários adiamentos e foi o tópico de muita antecipação na imprensa mediática à respeito do início da sua divulgação. Musicalmente, o disco apresenta uma sonoridade mais experimental e abstracta em comparação aos trabalhos anteriores do artista e contém participações vocais de vários intérpretes, incluindo André 3000, Beyoncé, Yung Lean e Kim Burrell. A produção ficou à cargo de Ocean, que se juntou a uma gama de produtores musicais bem conhecidos, tais como os frequentes colaboradores Malay e Om'Mas Keith e ainda os novatos James Blake, Jon Brion, Pharrell Williams e Rostam Batmanglij.
Logo após o início da sua comercialização, Blonde estreou no primeiro posto de tabelas musicais de vários territórios, inclusive o Reino Unido e os EUA. "Nikes", o primeiro single do álbum, foi divulgado simultaneamente com Blonde. O disco foi recebido com aclamação por parte da crítica especialista em música contemporânea e foi incluso em listas de "melhores do ano" de várias publicações.

## Antecedentes e concepção
A 21 de Fevereiro de 2013, Ocean confirmou que havia iniciado a produção do seu segundo álbum de estúdio, que mais tarde fora anunciado como um álbum conceptual. Revelou estar a trabalhar com Tyler, The Creator, Pharrell Williams e Danger Mouse no projecto. Mais tarde, revelou que se sentia influenciado pelas bandas The Beach Boys e The Beatles e que tinha interesse em colaborar com Tame Impala e King Krule, escolhendo Bora Bora como o local de sonho para gravar o álbum. Contudo, Ocean acabou por gravar o disco no Electric Lady Studios na Cidade de Nova Iorque e, após um período descrito como bloqueio de escritor, deu continuidade à gravação do projecto em Londres no Abbey Road Studios, entre outros locais.
Em Abril de 2014, Ocean informou que o seu segundo álbum estava quase terminado. Em Junho seguinte, foi reportado através da revista Billboard que o artista estava a trabalhar com uma gama de cantores, incluindo Happy Perez — com quem trabalhara em Nostalgia, Ultra (2011) — Charlie Gambetta e Kevin Ristro. Ao mesmo tempo, foi especulado que os produtores Hit-Boy, Rodney Jerkins e Danger Mouse estariam também envolvidos no projecto. A 29 de Novembro do mesmo ano, Ocean publicou no Tumblr um trecho de uma nova canção initulada "Memrise" que, supostamente, faria parte do alinhamento de faixas do seu segundo trabalho de estúdio. O tema foi descrito pelo jornal The Guardian como "uma canção que afirma que apesar de estar a mudar de editora discográfica e gerenciamento, ele manteve a sua experiência e sentido de melancolia nos anos que se passaram."

## Lançamento e divulgação
A 6 de Abril de 2015, Ocean anunciou que o seu segundo trabalho de estúdio seria divulgado em Julho seguinte, todavia, nenhum detalhe adicional foi anunciado. Consequentemente, o álbum acabou por não ser divulgado na data anunciada, sem alguma explanação anunciada pelo artista e a sua distribuidora fonográfica. Meses depois, foi especulado que o título do projecto em produção seria Boys Don't Cry e iria conter "Memrise" no seu alinhamento de faixas. No entanto, tal não se concretizou. A 2 de Julho de 2016, o cantor especulou um possível segundo álbum de estúdio através de uma publicação na sua página online, com data de lançamento prevista para mais tarde naquele mês. A imagem publicada mostra um cartão de biblioteca com a etiqueta "Boys Don't Cry" com inúmeros selos, imlicando várias datas de lançamento. A primeira data era 2 de Julho de 2015 e conclui com Julho de 2016 e 13 de Novembro de 2016. O irmão de Ocean, Ryan Breaux, contribuiu para a especulação através de uma publicação do mesmo cartão de biblioteca no Instagram com as escritas "BOYS DON'T CRY #JULY2016". A 1 de Agosto de 2016, um vídeo ao vivo transmitido na Apple Music mostrando um corredor vazio foi publicado na página online boysdontcry.co. A página também apresentou um novo design e o vídeo marcou a primeira actualização no website desde uma publicação em Julho anterior.
A 1 de Agosto de 2016, um vídeo no qual Ocean pode ser visto a marcenar e a tocar instrumentos esporadicamente foi divulgado online. No mesmo dia, vários periódicos da imprensa reportaram que 5 de Agosto seria a data de lançamento de Boys Don't Cry. O vídeo foi revelado ser parte da promoção para Endless, um álbum visual de 45 minutos transmitido na Apple Music a 19 de Agosto seguinte. No dia seguinte, Ocean publicou uma nova foto no seu website, na qual divulgava quatro lojas em Los Angeles, Nova Iorque, Chicago e Londres. Estas lojas continham centenas de revistas, com três capas diferentes e o álbum em um CD incluso com cada capa. A primeira capa — parte de uma colecção de fotos intitulada "I'm a Morning Person" — foi tirada em Berlim, Alemanha, por Wolfgang Tillmans, cuja canção "Device Control" foi usada como sample nos temas "Device Control" e "Higgs" de Endless. A capa alternativa — que não aparece na revista, mas é uma das capas alternativas da revista — foi fotografada por Viviane Sassen em Tóquio, Japão, e era parte de uma colecção de outras fotografias.

## Lista de faixas
Créditos adaptados a partir das notas do álbum.
| Versão padrão  |                              |                                                           |                                                 |         |  |
| N.º            | Título                       | Compositor(es)                                            | Produtor(es)                                    | Duração |  |
| 1.             | "Nikes"                      | Christopher Breaux                                        | Frank Ocean, Om'Mas Keith, Malay                | 5:14    |  |
| 2.             | "Ivy"                        | C. Breaux, James Ho                                       | F. Ocean, O. Keith, Rostam Batmanglij           | 4:09    |  |
| 3.             | "Pink + White"               | C. Breaux, Pharrell Williams                              | F. Ocean, P. Williams                           | 3:04    |  |
| 4.             | "Be Yourself"                | Buddy Ross                                                |                                                 | 1:26    |  |
| 5.             | "Solo"                       | C. Breaux, J. Ho                                          | F. Ocean, James Blake                           | 4:17    |  |
| 6.             | "Skyline To"                 | C. Breaux, Tyler Okonma, Christophe Chassol               | F. Ocean, O. Keith, Malay                       | 3:04    |  |
| 7.             | "Self Control"               | C. Breaux                                                 | F. Ocean, Malay, Jon Brion                      | 4:09    |  |
| 8.             | "Good Guy"                   | C. Breaux                                                 | F. Ocean                                        | 1:06    |  |
| 9.             | "Night.s"                    | C. Breaux, Joe Thornalley, Michael Uzowuru                | Frank Ocean, J. Thornalley, M. Uzowuru, B. Ross | 5:07    |  |
| 10.            | "Solo (Reprise)"             | André Benjamin, J. Blake, C. Breaux                       | F. Ocean, J. Blake, J. Brion                    | 1:18    |  |
| 11.            | "Pretty Sweet"               | C. Breaux                                                 | F. Ocean, O. Keith, Malay                       | 2:37    |  |
| 12.            | "Facebook Story"             | Sebastian Akchoté, B. Ross                                | F. Ocean                                        | 1:08    |  |
| 13.            | "Close to You"               | C. Breaux, B. Ross, Burt Bacharach, Harold David          | F. Ocean, B. Ross, Francis Farewell Starlite    | 1:25    |  |
| 14.            | "White Ferrari"              | C. Breaux, Kanye West, J. Ho, John Lennon, Paul McCartney | F. Ocean, J. Brion, O. Keith                    | 4:08    |  |
| 15.            | "Seigfried"                  | C. Breaux, J. Ho, R. Batmanglij, Elliott Smith            | F. Ocean, Malay                                 | 5:34    |  |
| 16.            | "Godspeed"                   | C. Breaux, J. Ho                                          | F. Ocean, O. Keith, Malay, J. Blake             | 2:57    |  |
| 17.            | "Futura Free" / "Interviews" | C. Breaux, Dave Allen, Hugo Burnham, Andy Gill, Jon King  | F. Ocean, O. Keith, Malay                       | 9:24    |  |
| Duração total: | Duração total:               | Duração total:                                            | Duração total:                                  | 60:08   |  |

| Versão revista |                |                |                           |         |  |
| N.º            | Título         | Compositor(es) | Produtor(es)              | Duração |  |
| 1.             | "Nikes"        | C. Breaux      | F. Ocean, O. Keith, Malay | 6:13    |  |
| Duração total: | Duração total: | Duração total: | Duração total:            | 60:08   |  |

Notas
- "Nikes" apresenta vocais não creditados de KOHH na edição original
- "Be Yourself" apresenta vocais não creditados de Rosie Watson
- "Self Control" apresenta vocais não creditados de Austin Feinstein e Yung Lean
- "GodSpeed" apresenta vocais não creditados de Kim Burrel e Yung Lean
- "Nights" é estilizado como "Night.s" em lançamentos físicos
- "Solo (Reprise)" apresenta vocais não creditados de André 3000
- "Interviews" apresenta entrevistas com Ryan Moore, Ibrahim Hariri, Na-Kel Smith, Sage Elsesser, Evan Clark, Nabil Hariri e Frank Ocean, conduzidas por Mikey Alfred

## Desempenho nas tabelas musicais
Na sua primeira semana de comercialização nos Estados Unidos, Blonde estreou no primeiro posto da tabela musical Billboard 200 com um registo de 276 mil unidades equivalentes, das quais 232 mil retratavam vendas puras (digitais e físicas). Colectivamente, ss canções do álbum registaram um streaming de 65.4 milhões de vezes, tornando este o segundo álbum com mais streaming naquela semana, ficando atrás apenas de Views (2016) do rapper canadiano Drake. A revista Forbes estimou que Blonde rendeu à Ocean cerca de USD 1 milhão apenas na sua primeira semana de lançamento, atribuindo este feito ao facto de ele ter divulgado o álbum independentemente e com lançamento exclusivo na iTunes Store e Apple Music. Blonde havia gerado 404 milhões de streams on-demand para as suas canções nos EUA a 9 de Fevereiro de 2017, de acordo com o revelado pela Nielsen Music. Até Fevereiro de 2017, o álbum havia recebido 620 mil unidades equivalentes, das quais 348 mil retratavam vendas puras.
| País — Tabela musical (2016)                        | Posição de pico |
| --------------------------------------------------- | --------------- |
| Austrália — ARIA Charts                             | 1               |
| Bélgica (Flandres) — Ultratop 200                   | 1               |
| Bélgica (Valónia) — Ultratop 200                    | 7               |
| Canadá — Canadian Albums Chart (Billboard)          | 2               |
| Dinamarca — Hitlisten                               | 1               |
| Países Baixos — MegaCharts                          | 2               |
| Finlândia — Suomen virallinen lista                 | 4               |
| Irlanda — Irish Recorded Music Association          | 2               |
| Itália — Federazione Industria Musicale Italiana    | 6               |
| Nova Zelândia — Recorded Music NZ                   | 1               |
| Noruega — VG-lista                                  | 1               |
| Escócia — Scottish Singles Chart (OCC)              | 1               |
| Suécia — Sverigetopplistan                          | 2               |
| Reino Unido — UK Albums Chart (OCC)                 | 1               |
| Estados Unidos — Billboard 200                      | 1               |
| Estados Unidos — Top R&B/Hip-Hop Albums (Billboard) | 1               |

| País — Tabela musical (2016)        | Posição |
| ----------------------------------- | ------- |
| Austrália — ARIA Charts             | 38      |
| Dinamarca — Hitlisten               | 38      |
| Nova Zelândia — Recorded Music NZ   | 29      |
| Reino Unido — UK Albums Chart (OCC) | 87      |
| Estados Unidos — Billboard 200      | 48      |

| País Associação            | Certificação |
| -------------------------- | ------------ |
| Dinamarca — IFPI (10 mil)  | Ouro         |
| Reino Unido — BPI (60 mil) | Prata        |